# Nemoria acora
Nemoria acora là một loài bướm đêm trong họ Geometridae.